# Luxilus cornutus
Luxilus cornutus är en fiskart som först beskrevs av Mitchill, 1817.  Luxilus cornutus ingår i släktet Luxilus och familjen karpfiskar. Inga underarter finns listade i Catalogue of Life.